# トーク・トーク
トーク・トーク（Talk Talk）は、イギリスで活動していた音楽グループ。1981年に結成され、1991年に解散。デビュー当初はデュラン・デュランらに通ずるニューロマンティック・シンセポップ・グループとして活動していたが、キャリアを深めるにつれバロック・ポップやジャズ、アンビエントなどの様々な要素を織り込んだ独自の音楽性を発揮するようになる。最後にリリースされた2枚のアルバム『スピリット・オブ・エデン』と『ラフィング・ストック』は高い評価を受けており、エクスペリメンタル・ロック、オルタナティヴ・ロックといったジャンル（とりわけポストロック）のバンドに今日でも高い影響力を誇っている。

## 略歴
グループは当初ニューロマンティックに分類され、共通点の多さからよく比較されたのがデュラン・デュランだった（同じ単語をつなげたバンド名、ロキシー・ミュージックからの影響、同じ所属レーベル、プロデューサーがコリン・サーストンなど）。1982年にデビューアルバム『パーティーズ・オーヴァー』をリリースし全英21位を記録するものの、オールミュージックをはじめとするプレスからの反応は「独創性のないデュラン・デュラン的なニューロマンティック・シンセポップバンド」などと冷やかなものだった。1983年、シングル「My Foolish Friend」をリリースした後にキーボーディストのサイモンが脱退し、サポートとしてティム・フリーズ・グリーンを招き入れ、同時に作曲、グループのプロデューサー業も担当するようになる。
1984年に発表された2ndアルバム『イッツ・マイ・ライフ』は前作よりも好意的なレビューに迎えられ、中でも同アルバムからのシングル「Such a Shame」はオーストリア、ドイツ、イタリア、スイスでトップ5を獲得、タイトルトラック「It's My Life」はアメリカ、カナダ、フランス、ドイツ、ニュージーランド、オランダでトップ10入りを果たすなど、各国で商業的成功を収めた。しかし本国イギリスでは同シングルは最高49位、アルバムは最高35位にとどまるなど苦戦を強いられていた。「It's My Life」はゲーム『Saints Row: The Third』に使用されている。
1986年、3rdアルバム『カラー・オブ・スプリング』を発表。それまでのシンセポップやニューロマンティックなどの路線から脱却を図り、オルガンやハーモニカ、サキソフォン、ハープなどといった楽器の導入によりオーガニックなサウンドを獲得した同作はグループ最高の全英8位を記録。ヨーロッパ各国はもちろん、それ以外の地域でも良好なセールスを記録した。
『カラー・オブ・スプリング』の商業的な成功から、次のアルバムの費用とスケジュールを十分に工面できたグループは多数の外部のミュージシャンとのセッションが可能になり、1988年に4thアルバム『スピリット・オブ・エデン』をリリースする。本作は長時間に及ぶ即興演奏をホリスとフリーズ・グリーンが編集し、デジタル機器によりアレンジが加えられた結果、ロックの他にクラシックやジャズ、アンビエントなどの要素を含んだ、前作以上に実験的な様相を呈している。プレスからは今まで以上に高い評価を受け、アルバムは全英19位を記録したが、グループはアルバムに伴うツアーは行わないと宣言。
1990年にはそれまでのキャリアを総括するベスト・アルバム『ナチュラル・ヒストリー - ザ・ベリー・ベスト・オブ・トーク・トーク』をリリースし、全英3位を獲得、全世界で100万枚以上を売り上げる最大のヒットとなる。同時期にシングル「It's My Life」「Life's What You Make It」「Such a Shame」が再発され、「It's My Life」はシングルで過去最高の全英13位を記録。同年グループはポリドール・レコードと契約を結ぶがこの時にウェッブが脱退し、オリジナル・メンバーは2人だけとなる。1991年にラスト・アルバムとなる『ラフィング・ストック』をリリースする。前作『スピリット・オブ・エデン』以上にミニマリスティックなジャズ、アンビエント的サウンドを展開し、前作同様プレスからの厚い支持を集めた。全英26位。翌年にグループは解散している。

## 解散後
ウェッブとハリスの二人は解散後.O.rangというユニットを結成、1994年と1996年に2枚のアルバムを発表している。また、ウェッブは2002年にRustin Man名義でポーティスヘッドのシンガーであるベス・ギボンズとのコラボレーションアルバム『アウト・オブ・シーズン』を発表している。ハリスはBark Psychosisというポストロック・バンドの2004年のアルバムCodename: Dustsuckerにドラマーとして参加している。ホリスは1998年に自身の名前を冠した唯一のソロ・アルバム『マーク・ホリス』をリリース。後期トーク・トークに通ずる静謐なサウンドを響かせ、間もなく音楽業界を引退している（2012年に米テレビ・ドラマ・シリーズ『Boss』のサウンドトラックに14年ぶりとなる新曲を発表している）。
2019年2月25日、マーク・ホリス死去。64歳没。

## 後進への影響
中期から後期に至るその独創的な音楽性からアメリカのロック・バンド、「スリント」と共にポストロックの草分けとして名高い。トーク・トークの影響を受けたアーティストとしてモグワイなどのポストロック勢、ポーティスヘッド、DJシャドウなどのトリップ・ホップ・グループ、レディオヘッド、デス・キャブ・フォー・キューティー、アーケイド・ファイアなどのオルタナティヴ・ロック・バンドが挙げられ、多方面での影響力の大きさを窺わせる。他にもシガー・ロスやウィーザーが自身のライブでトーク・トークの曲をカバーしている。

## メンバー
- マーク・ホリス (Mark Hollis) - ボーカル、キーボード、ギター etc.
- リー・ハリス (Lee Harris) - ドラム、パーカッション
- ポール・ウェッブ (Paul Webb) - ベース （1990年に脱退）
- サイモン・ブレナー (Simon Brenner) - キーボード （1983年に脱退）
- ティム・フリーズ・グリーン (Tim Friese-Greene) - キーボード、ピアノ、オルガン etc. ※正式なメンバーではないが、キャリア初期から楽器と作曲、プロデュース業を兼任している

## ディスコグラフィ

### スタジオ・アルバム
- 『パーティーズ・オーヴァー』 - The Party's Over (1982年)
- 『イッツ・マイ・ライフ』 - It's My Life (1984年)
- 『カラー・オブ・スプリング』 - The Colour of Spring (1986年)
- 『スピリット・オブ・エデン』 - Spirit of Eden (1988年)
- 『ラフィング・ストック』 - Laughing Stock (1991年)

### コンピレーション・アルバム
- 『ナチュラル・ヒストリー - ザ・ベリー・ベスト・オブ・トーク・トーク』 - Natural History: The Very Best of Talk Talk (1990年)
- History Revisited: The Remixes (1991年)
- The Very Best of Talk Talk (1997年)
- Asides Besides (1998年)
- 12X12 Original Remixes (2000年)
- The Collection (2000年)
- Missing Pieces (2001年)
- The Essential (2003年)
- Introducing... (2003年)
- Essential (2011年)
- Natural Order (2013年)

### ライブ・アルバム
- London 1986 (1999年)
- Live in Spain 1986 (2012年)